# Världsmästerskapet i schack 1929
Världsmästerskapet i schack 1929 var en titelmatch mellan den regerande världsmästaren Alexander Aljechin och utmanaren Efim Bogoljubov. Den spelades i flera städer i Tyskland och Nederländerna mellan den 6 september och 12 november 1929. Matchen slutade med att Aljechin behöll världsmästartiteln.
Både Aljechin och Bogoljubov var ryssar som utvandrat till Frankrike respektive Tyskland. Aljechin var storfavorit och hade inga problem att besegra sin tidigare landsman som var taktiskt farlig men ojämn. Världsmästaren vann elva partier mot utmanarens fem.

## Bakgrund
Efter VM-matchen 1927 kom Aljechin och José Raúl Capablanca överens om att spela en returmatch med samma villkor. 
1928 föreslog Capablanca, i ett brev till FIDE-presidenten Alexander Rueb, ändringar i reglerna för VM-matcherna. Bland annat ville han minska antalet partier. 
Aljechin tolkade detta som att han ville ändra villkoren för returmatchen vilket han motsatte sig. Capablanca klargjorde att han bara hade avsett framtida matcher men Aljechin accepterade ändå en utmaning från Bogoljubov som hade vunnit turneringen i Bad Kissingen 1928 före bland andra Capablanca.
Capablanca utmanade också Aljechin formellt på en returmatch som skulle spelas i New Jersey. Aljechin svarade att han först tänkte spela mot Bogoljubov under förutsättning att denne kunde garantera de 10 000 dollar som krävdes av utmanaren enligt de så kallade Londonreglerna som de ledande spelarna kommit överens om i London 1922. I slutändan kunde varken Bogoljubov eller Capablanca garantera pengarna (10 000 dollar var en ansenlig summa vid den här tiden) men Aljechin valde ändå att gå vidare med matchen mot Bogoljubov.

## Regler
För att vinna matchen krävdes mer än 15 poäng och minst sex vunna partier.
Man spelade varje dag utom söndag, mellan klockan 14 och 19.
Efter de åtta första partierna (som spelades i Wiesbaden) gjorde man två veckors paus för att ge Aljechin möjlighet att delta i FIDE-kongressen i Venedig.
Därefter återupptogs spelet med tre ronder i Heidelberg och sex i Berlin.
Rond 18–23 spelades i Haag, Rotterdam och Amsterdam i Nederländerna varefter man kom tillbaka till Wiesbaden för de sista två ronderna. 
Matchen spelades ”under protektorat” av FIDE.

## Resultat
| Namn               | Parti | Parti | Parti | Parti | Parti | Parti | Parti | Parti | Parti | Parti | Parti | Parti | Parti | Parti | Parti | Parti | Parti | Parti | Parti | Parti | Parti | Parti | Parti | Parti | Parti | Poäng |
| Namn               | 1     | 2     | 3     | 4     | 5     | 6     | 7     | 8     | 9     | 10    | 11    | 12    | 13    | 14    | 15    | 16    | 17    | 18    | 19    | 20    | 21    | 22    | 23    | 24    | 25    | Poäng |
| ------------------ | ----- | ----- | ----- | ----- | ----- | ----- | ----- | ----- | ----- | ----- | ----- | ----- | ----- | ----- | ----- | ----- | ----- | ----- | ----- | ----- | ----- | ----- | ----- | ----- | ----- | ----- |
| Alexander Aljechin | 1     | ½     | ½     | 0     | 1     | 0     | 1     | 1     | ½     | 1     | ½     | 1     | 0     | 0     | ½     | 1     | 1     | 0     | 1     | ½     | 1     | 1     | ½     | ½     | ½     | 15½   |
| Efim Bogoljubov    | 0     | ½     | ½     | 1     | 0     | 1     | 0     | 0     | ½     | 0     | ½     | 0     | 1     | 1     | ½     | 0     | 0     | 1     | 0     | ½     | 0     | 0     | ½     | ½     | ½     | 9½    |